# Interzonenturnier Zagreb 1987
Das Interzonenturnier Zagreb 1987 wurde im August 1987 als Rundenturnier mit 17 Teilnehmern in Zagreb ausgetragen. Es wurde vom Weltschachbund FIDE organisiert und sollte drei Teilnehmer der Kandidatenmatches zur Schachweltmeisterschaft 1990 ermitteln. 

## Abschlusstabelle
|    | Teilnehmer          | 01 | 02 | 03 | 04 | 05 | 06 | 07 | 08 | 09 | 10 | 11 | 12 | 13 | 14 | 15 | 16 | 17 | Punkte |
| -- | ------------------- | -- | -- | -- | -- | -- | -- | -- | -- | -- | -- | -- | -- | -- | -- | -- | -- | -- | ------ |
| 01 | Viktor Kortschnoi   |    | ½  | 1  | 0  | ½  | ½  | 0  | 1  | 1  | 1  | 1  | 1  | ½  | ½  | 1  | ½  | 1  | 11     |
| 02 | Jaan Ehlvest        | ½  |    | ½  | ½  | 1  | 1  | 0  | ½  | 1  | 0  | ½  | 1  | 1  | 1  | 1  | ½  | 0  | 10     |
| 03 | Yasser Seirawan     | 0  | ½  |    | 1  | ½  | ½  | 1  | 0  | 0  | 1  | 1  | 1  | ½  | 0  | 1  | 1  | 1  | 10     |
| 04 | Jesús Nogueiras     | 1  | ½  | 0  |    | 1  | ½  | ½  | ½  | ½  | ½  | ½  | 0  | ½  | ½  | 1  | 1  | 1  | 9½     |
| 05 | Predrag Nikolić     | ½  | 0  | ½  | 0  |    | ½  | 0  | ½  | 1  | ½  | 1  | ½  | 1  | 1  | ½  | 1  | 1  | 9½     |
| 06 | Julio Granda Zúñiga | ½  | 0  | ½  | ½  | ½  |    | ½  | ½  | ½  | ½  | ½  | 0  | 1  | 1  | 1  | 1  | 1  | 9½     |
| 07 | Eugenio Torre       | 1  | 1  | 0  | ½  | 1  | ½  |    | ½  | 0  | 1  | ½  | ½  | 0  | 0  | 1  | ½  | 1  | 9      |
| 08 | Lew Polugajewski    | 0  | ½  | 1  | ½  | ½  | ½  | ½  |    | ½  | ½  | 1  | ½  | ½  | ½  | 0  | ½  | 1  | 8½     |
| 09 | Vereslav Eingorn    | 0  | 0  | 1  | ½  | 0  | ½  | 1  | ½  |    | ½  | 0  | 1  | 1  | ½  | 0  | 1  | 1  | 8½     |
| 10 | Yehuda Grünfeld     | 0  | 1  | 0  | ½  | ½  | ½  | 0  | ½  | ½  |    | 0  | 1  | ½  | ½  | 1  | 1  | 1  | 8½     |
| 11 | József Pintér       | 0  | ½  | 0  | ½  | 0  | ½  | ½  | 0  | 1  | 1  |    | 1  | 0  | ½  | 1  | 1  | 1  | 8½     |
| 12 | Krunoslav Hulak     | 0  | 0  | 0  | 1  | ½  | 1  | ½  | ½  | 0  | 0  | 0  |    | ½  | 1  | ½  | 1  | 1  | 7½     |
| 13 | Wenzislaw Inkjow    | ½  | 0  | ½  | ½  | 0  | 0  | 1  | ½  | 0  | ½  | 1  | ½  |    | ½  | ½  | ½  | ½  | 7      |
| 14 | Anthony Miles       | ½  | 0  | 1  | ½  | 0  | 0  | 1  | ½  | ½  | ½  | ½  | 0  | ½  |    | 0  | 0  | 1  | 6½     |
| 15 | Dragan Barlov       | 0  | 0  | 0  | 0  | ½  | 0  | 0  | 1  | 1  | 0  | 0  | ½  | ½  | 1  |    | ½  | 1  | 6      |
| 16 | Jörg Hickl          | ½  | ½  | 0  | 0  | 0  | 0  | ½  | ½  | 0  | 0  | 0  | 0  | ½  | 1  | ½  |    | 1  | 5      |
| 17 | Fletcher Baragar    | 0  | 1  | 0  | 0  | 0  | 0  | 0  | 0  | 0  | 0  | 0  | 0  | ½  | 0  | 0  | 0  |    | 1½     |

## Stichkampf um Platz 4
Im November 1987 fand in Havanna ein Stichkampf der punktgleichen Spieler statt, um einen eventuellen Nachrücker zu den Kandidatenmatches zu ermitteln. Jeder Spieler traf dabei viermal auf jeden der beiden Kontrahenten. Im Ergebnis setzte sich Nikolić mit 6 Punkten vor Granda Zúñiga (4 Punkte) und Nogueiras (2 Punkte) durch. Das Turnier hatte jedoch keine praktische Relevanz, da im Kandidatenturnier kein Nachrücker benötigt wurde.
| Name                | 1 | 1 | 1 | 1 | 2 | 2 | 2 | 2 | 3 | 3 | 3 | 3 | Gesamt |
| ------------------- | - | - | - | - | - | - | - | - | - | - | - | - | ------ |
| Predrag Nikolić     |   |   |   |   | 1 | ½ | ½ | ½ | 1 | 1 | 1 | ½ | 6      |
| Julio Granda Zúñiga | 0 | ½ | ½ | ½ |   |   |   |   | 0 | 1 | 1 | ½ | 4      |
| Jesús Nogueiras     | 0 | 0 | 0 | ½ | 1 | 0 | 0 | ½ |   |   |   |   | 2      |